# Damarasperling
Der Damarasperling (Passer diffusus) ist eine Vogelart der Gattung Passer aus der Familie der Sperlinge (Passeridae). Er kommt ausschließlich im südlichen Afrika vor, wo er ein häufiger und weit verbreiteter Vogel ist. Es werden drei Unterarten unterschieden, die aber nicht von allen Autoren anerkannt werden. Die Art ist nach der Volksgruppe der Damara benannt, die ihr Hauptsiedlungsgebiet in Namibia hat.  
Die IUCN stuft den Damarasperling als nicht gefährdet (least concern) ein.

## Erscheinungsbild
Der Damarasperling erreicht eine Körperlänge von 15 bis 16 Zentimetern. Es besteht kein auffälliger Sexualdimorphismus. 
Bei der Nominatform Passer diffusus diffusus haben sowohl die Weibchen als auch die Männchen einen blass aschgrauen Oberkopf, der Mantel ist braun. Frisch vermausert weisen die Federn des Mantels graue Spitzen auf. Der Rücken und die Oberschwanzdecken sind zimtfarben. Die dunkelbraunen Steuerfedern weisen frisch vermausert feine rotbraune Säume auf. Die Region vom Schnabelansatz bis zum Auge ist graubraun, die Wangen, die Kehlseiten, die unteren Halsseiten, die Brust und die Flanken sind blass bräunlich-grau. Kinn und Kehle weisen in der Mitte einen hellgrauen bis weißgrauen Fleck auf, der Bauch und die Unterschwanzdecken sind weißgrau. Der Schnabel ist außerhalb der Fortpflanzungszeit hornfarben, der Unterschnabel dabei etwas mehr rötlich. Während der Fortpflanzungszeit ist der Schnabel fast schwärzlich. Die Augen sind dunkelbraun bis graubraun, die Beine dunkel fleischfarben.
Jungvögel gleichen den adulten Vögeln, sie haben jedoch einen etwas mehr braunen Kopf und die Körperoberseite wirkt bei ihnen leicht gefleckt.

## Unterarten

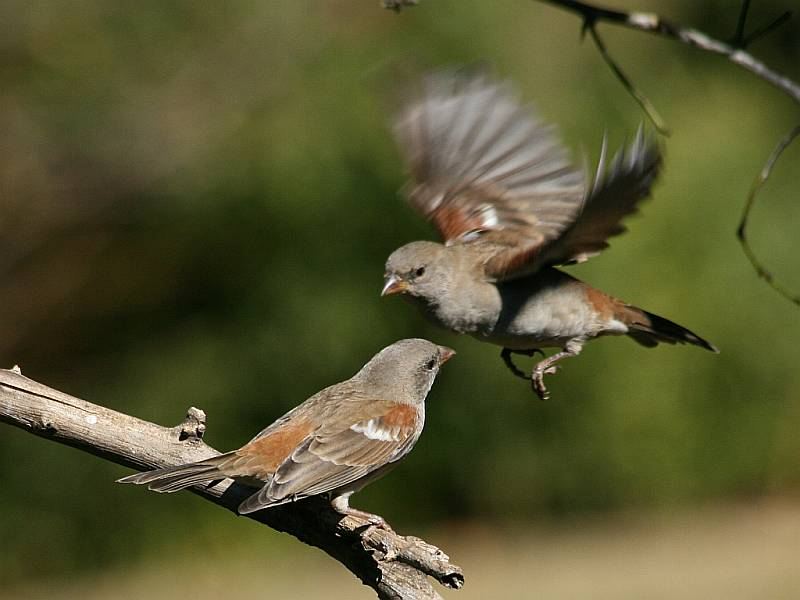
Zwei Damarasperlinge

Neben der Nominatform Passer diffusus diffusus wurden folgende Unterarten beschrieben:
- Passer diffusus stygiceps Clancey, 1954 – Kommt im Südwesten Malawis, dem Süden Mosambiks, im Osten der Südafrikanischen Republik, in Lesotho und Eswatini vor. Er ist etwas dunkler als die Nominatform und am Kopf und auf der Körperoberseite etwas bräunlich.
- Passer diffusus luangwae Benson, 1956 – Kommt in einem kleinen Gebiet in Sambia vor. Er ist etwas kleiner als die Nominatform und hat einen vergleichsweise kleinen Schnabel.
- Passer diffusus mosambicus Van Someren, 1921 – Kommt im Südosten Malawis, im Norden Mosambiks und im Südosten Tansanias vor. Das Gefieder gleicht weitgehend dem von P. d. stygiceps, allerdings ist der Oberkopf etwas mehr grau und der Rücken hat einen etwas intensiveren Braunton.

Einige Autoren vertreten die Ansicht, dass es sich bei Passer diffusus mosambicus um eine Unterart des Graukopfsperlings und bei der Unterart Passer diffusus stygiceps um Hybriden zwischen Damarasperling und Passer griseus ugandae, einer Unterart des Graukopfsperlings, handelt.

## Verwechslungsmöglichkeiten

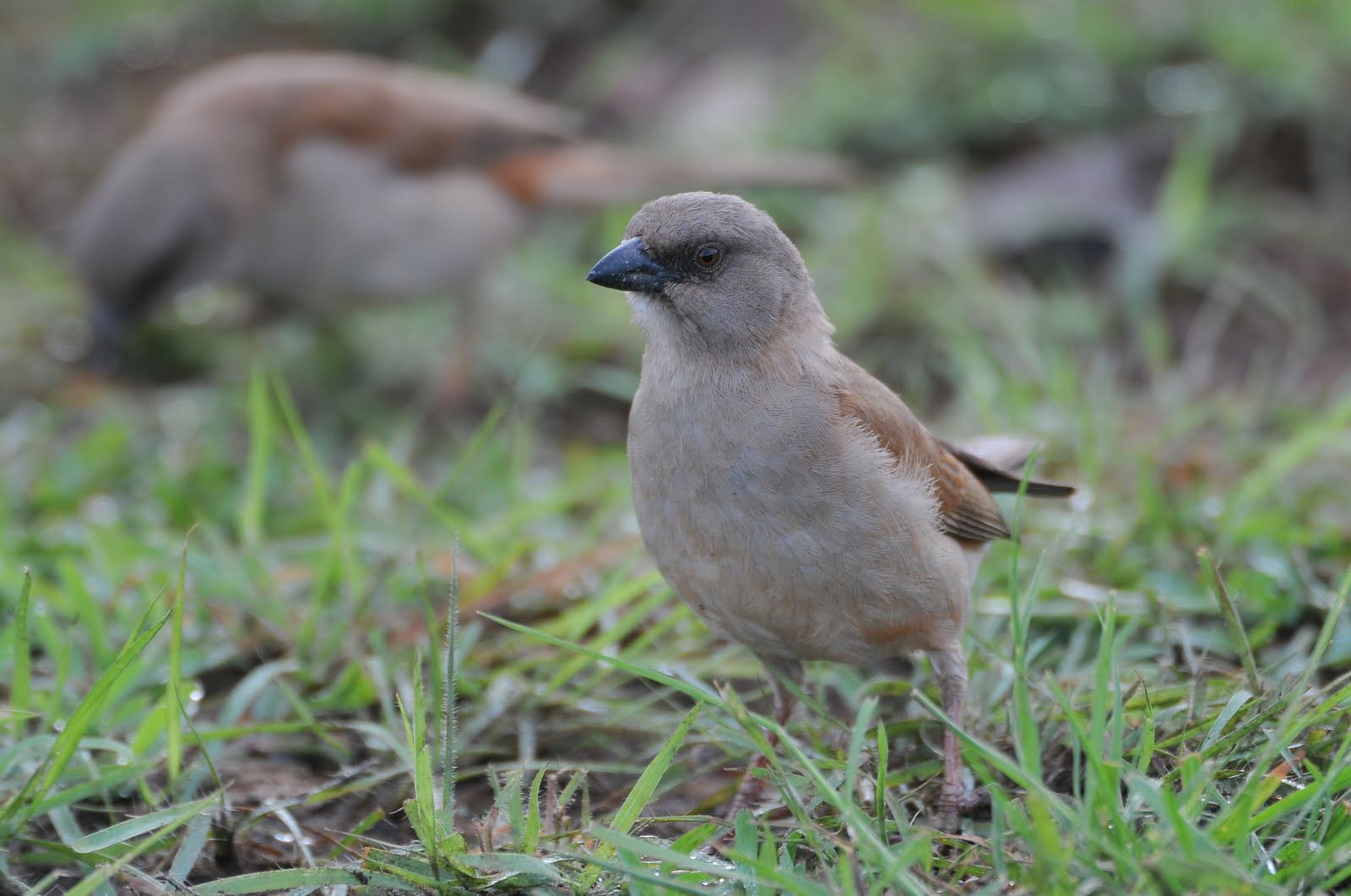
Graukopfsperling

Das Verbreitungsgebiet des Damarasperlings überlappt sich mit dem des sehr ähnlichen Graukopfsperlings im Westen Angolas, in Sambia, Malawi und an der Küste Tansanias. Der Damarasperling unterscheidet sich von dieser Sperlingsart durch seinen etwas schlankeren Körperbau. Der Graukopfsperling hat außerdem einen längeren Schwanz und einen kräftigeren Schnabel. Der Kopf ist mehr grau, der Rücken dunkler und weniger bräunlich. Der Damarasperling hat außerdem eine mehr einheitlich grau gefärbte Körperunterseite und der hellere Fleck an der Kehle kontrastiert weniger stark mit dem Brustgefieder, als dies beim Graukopfsperling der Fall ist.

## Verbreitungsgebiet
Das Verbreitungsgebiet des Damarasperlings liegt im südlichen Afrika. Er kommt unter anderem in Angola, Sambia, Malawi, in den Küstengebieten Tansanias, auf den Inseln Pemba, Sansibar und Mafia sowie in Mosambik, Simbabwe, Namibia, Lesotho, Eswatini und der Republik Südafrika vor. Die Größe des Verbreitungsgebietes wird auf 3,46 Millionen Quadratkilometer geschätzt.
Damarasperlinge sind überwiegend Standvögel, in Simbabwe beringte Vögel wurden in einer Entfernung von weniger als zehn Kilometern vom Beringungsort wiedergefunden. In den Randzonen des Verbreitungsgebietes gibt es jedoch ein regionales Zugverhalten, so sind Damarasperlinge sowohl im Nordwesten aus auch im Süden ihres Verbreitungsgebietes im Winterhalbjahr seltener.

## Lebensraum
Die Lebensräume des Damarasperlings sind offene Akazienwälder, Mopanewälder und Miombo. Er kommt aber auch in afrikanischen Landschaftstypen vor, die stärker vom Menschen überformt sind. So ist er auf Farmen, auf landwirtschaftlichen Anbauflächen, Plantagen, Gärten und in der Nähe von Dörfern anzutreffen. In der Karoo ist er dagegen selten. Der Damarasperling meidet außerdem dichte Wälder. Dort wo sich sein Verbreitungsgebiet mit dem des Haussperlings überlappt, ist der Haussperling eher im innerörtlichen Bereich anzutreffen, während sich der Damarasperling im Randbereich von Siedlungen aufhält. Es besteht wenig Konkurrenz mit dem gleichfalls im südlichen Afrika verbreiteten Kapsperling, der ein stärkerer Kulturfolger als der Damarasperling ist.

## Lebensweise

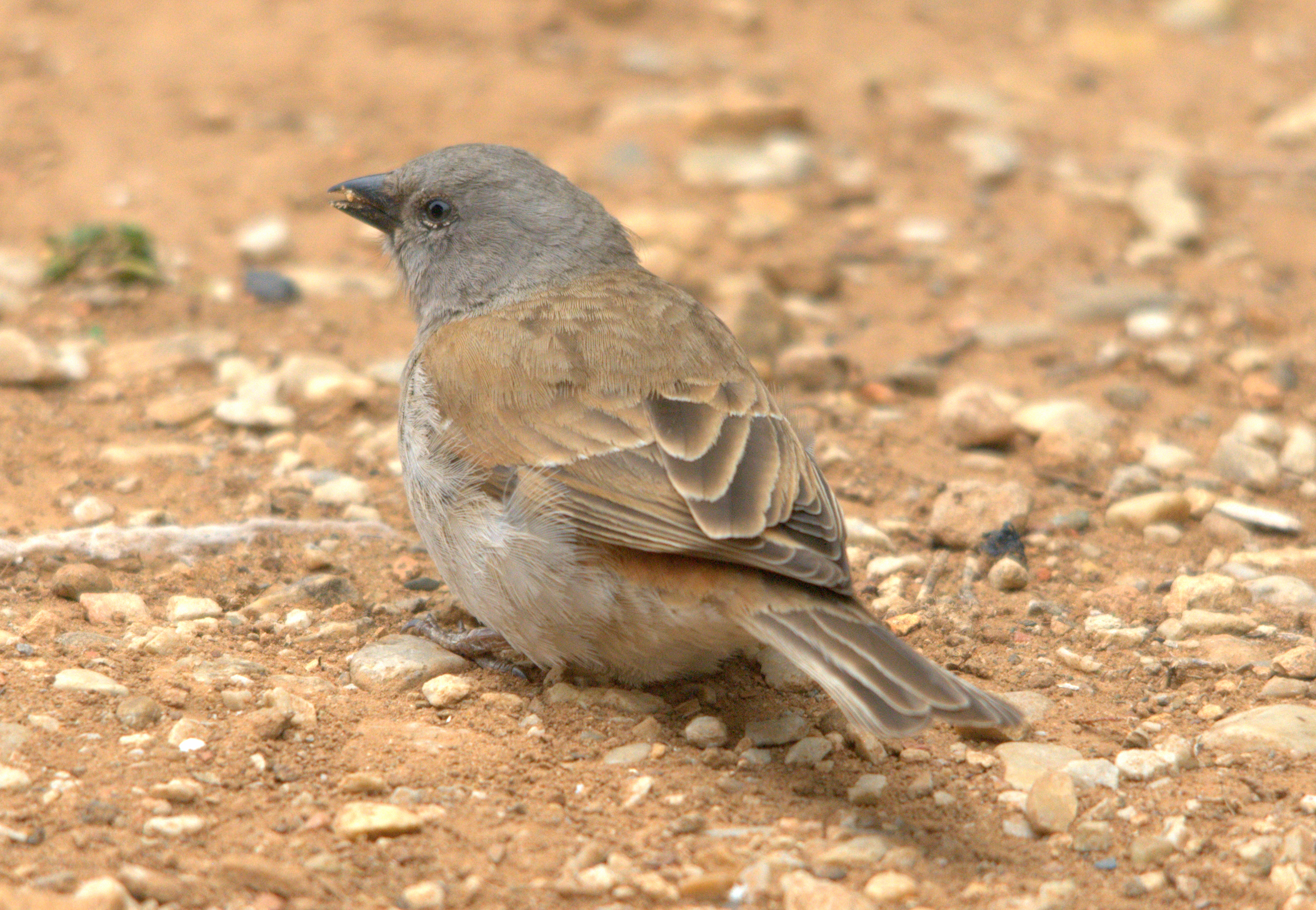
Damarasperling im Addo-Elefanten-Nationalpark

Der Damarasperling frisst Samen sowie Insekten. Zum Nahrungsspektrum gehören auch Knospen und Beeren. Er sucht auch in menschlichem Abfall nach Futter. 
Die Fortpflanzungszeit fällt im Süden des Verbreitungsgebietes in den Frühsommer, im Norden dagegen in den Spätsommer. So brüten Damarasperlinge auf Pemba im Juli, in Malawi im Dezember und Januar, in Sambia dagegen von Januar bis April. Abweichend von den meisten Sperlingsarten brütet der Damarasperling überwiegend einzeln, nur gelegentlich kommt es zur Bildung lockerer Kolonien. Es handelt sich um monogame Vögel, meist werden zwei Bruten in einer Fortpflanzungssaison großgezogen. Der Damarasperling ist ein Nischen- und Höhlenbrüter. Als typische Nistplätze dienen Baumhöhlen, aber auch geschützte Hohlräume an oder in der Nähe von Gebäuden, sei es unter losen Dachpfanne oder in Mauerlöchern oder Nischen unter dem Vordach. Damarasperlinge nutzen auch die alten, aufgegebenen Nester anderer Vogelarten wie beispielsweise von Spechten, Schwalben oder Bartvögeln. Am Nestbau sind beide Geschlechter beteiligt. 
Das Gelege besteht aus zwei bis fünf Eiern. Diese haben eine bläulich- bis grünlichweiße Grundfarbe und weisen graue und braune Flecken auf. Gelegentlich sind diese Flecken so dicht, dass die Grundfarbe kaum erkennbar ist. Beide Elternvögel brüten. Das Weibchen und möglicherweise auch das Männchen hudern die Nestlinge während ihrer ersten Lebenstage für kurze Zeiträume von jeweils drei bis zehn Minuten. Beide Elternvögel füttern. Die Jungvögel werden noch für einen Zeitraum von 16 bis 25 Tagen nach Verlassen des Nestes von den Elternvögeln betreut. Die Elternvögel füttern sie in dieser Zeit und gemeinsam mit den Elternvögeln übernachten die Jungvögel noch im Nest. 
Anhand eines beringten Vogels konnte in Malawi nachgewiesen werden, dass Damarasperlinge in freier Wildbahn ein Lebensalter von fünf Jahren erreichen können.
Zu den Brutparasiten des Damarasperlings gehört der Afrikanerkuckuck.

## Einzelbelege
1. 1 2 3  Fry et al., S. 8.
2. 1 2   BirdLife Factsheet zum Damarasperling, aufgerufen am 30. Juli 2011
3. ↑   Der Damarasperling auf Avibase, aufgerufen am 30. Juli 2011.
4. ↑  Fry et al., S. 7–8.
5. 1 2 3 4 5  Fry et al., S. 9.